# بيت القطيلي (بني العوام)

تعديل مصدري - تعديل

بيت القطيلي هي إحدى قرى عزلة قطعة الصرابي بمديرية بني العوام التابعة لمحافظة حجة، بلغ تعداد سكانها 281 نسمة حسب تعداد اليمن لعام 2004.